# Sammy Arena
Sammy Arena (Tampa, Florida, 1931. szeptember 1. – Tampa, 2012. december 5.) egy professzionális amerikai zenész volt.
Arena Tampában született, Ybor City-ben nőtt fel, és a George Washington Junior High Schoolban tanult. Andrew testvérével  1959-ben indult be a karrierjük Tampa egyik hangstudiójában, ahol 14cszámot vettek fel. Az Arena-fivérek egyszer Bob Graham előtt léptek fel. Duri
1967-ben felléphetett a  Sammy The Strange Fetishes és a Pain and Pleasure rendezvényeken, 1979-ben pedig szerepelt a The Amazing Mr. No Legsben is.
1994-ben májátültetése volt, de szívproblémák miatt, 81 évesen Tampában halt meg.

## Külső hivatkozások
- Életrajza